# Thomas Heights
Thomas Heights är en kulle i Antarktis. Den ligger i Östantarktis. Nya Zeeland gör anspråk på området. Toppen på Thomas Heights är 1 052 meter över havet.
Terrängen runt Thomas Heights är kuperad söderut, men norrut är den bergig. Trakten är obefolkad. Det finns inga samhällen i närheten. 